# Yoshihiro Tsumuraya
Yoshihiro Tsumuraya (jap. 円谷 義広; * 1. Oktober 1964 in Kōriyama) ist ein ehemaliger japanischer Radrennfahrer.

## Sportliche Laufbahn
Tsumuraya war Bahnradsportler und Straßenradsportler. Er war Teilnehmer der Olympischen Sommerspiele 1984 in Los Angeles. Im Punktefahren wurde er auf dem 15. Rang klassiert. In der Mannschaftsverfolgung kam Japan mit Akio Kuwazawa, Harumitsu Okada, Mitsugi Sarudate und Yoshihiro Tsumuraya auf den 11. Platz.
1988 startete er erneut bei den Spielen in Seoul. Im olympischen Straßenrennen kam er auf den 95. Rang. Auf der Bahn schied er im Punktefahren aus.
Bei den Asienspielen 1988 gewann er die Goldmedaille in der Einerverfolgung und in der Mannschaftsverfolgung.